# Социалистическое сопротивление (Россия)
Социалистическое сопротивление (СоцСопр) — российская троцкистская политическая организация. Была активна в ряде городов России. До 21 ноября 2009 года являлась российской секцией Комитета за рабочий интернационал. 7 марта 2011 года «Социалистическое сопротивление» объединилось с Социалистическим движением «Вперёд» в новую организацию — Российское социалистическое движение.

## Идеологические принципы
«Социалистическое сопротивление» базировалось на ряде программных документов. В «Платформе Секции КРИ в СНГ» говорилось: «Осознавая себя частью единого международного пролетарского движения, продолжателем его славных интернационалистских традиций, секция СНГ КРИ разработала настоящий документ с учетом опыта Первого интернационала (Международное товарищество рабочих), опыта и ошибок Второго интернационала Интернационала, опираясь на программные документы первых четырех конгрессов Третьего интернационала (Коминтерн), учредительного съезда Четвёртого интернационала, теоретические документы Комитета за Рабочий Интернационал».
Согласно позиции организации, социализм не был построен ни в СССР, ни в Китае, ни в КНДР, ни на Кубе, ни в странах Восточной Европы. Несмотря на активную критику природы СССР, его крушение рассматривают как поражение не только рабочего класса стран, образовавшихся на постсоветском пространстве, но и всего международного рабочего движения. Элементы плановой экономики в СССР, несмотря на вызванные произволом и некомпетентностью бюрократии недостатки, представляется более общественно эффективной по сравнению с экономическими системами капиталистических государств.

## История
В 1990 году была создана секция Комитета за рабочий интернационал (КРИ) в Советском Союзе — Комитет за рабочую демократию и международный социализм (КРДМС), который в 1998 году был переименован в организацию «Социалистическое сопротивление».
В течение 2006—2007 годов «Социалистическое сопротивление» участвовало в Союзе за рабочую демократию (СРД), куда входили РРП-Москва, РРП-Пермь, Марксистская группа «Рабочая Демократия» (МГРД, Санкт-Петербург) и движение «Революционная альтернатива» (Тверь). В дальнейшем, в 2007 году, «Революционная альтернатива» приняла решение о слиянии с «Социалистическим сопротивлением». Кроме того, отколовшаяся от РРП-Пермь группа также вступила в «Социалистическое сопротивление».
Осенью 2009 года «Социалистическое сопротивление» было исключено из КРИ. Поводом для исключения послужили разногласия в формулировании позиции организации по войне 2008 года в Грузии. Сторонники интернационала стали действовать под именем Российской секции Комитета за рабочий интернационал. Начиная с 2009 года наиболее тесное сотрудничество «Социалистического сопротивления» на межрегиональном уровне осуществлялось с Социалистическим движением «Вперёд».
6 марта 2011 года состоялась конференция «Социалистического сопротивления», принявшая решение о слиянии с СД «Вперёд». На следующий день, 7 марта, состоялась учредительная конференция Российского социалистического движения (РСД), основу которого составили СД «Вперёд» и «Социалистическое сопротивление». Новая организация ориентирована на строительство совместно с другими левыми объединениями России широкой антикапиталистической партии. В учредительной конференции РСД также принимали участие представители Левого фронта, Института глобализации и социальных движений, петербургской Федерации социалистической молодежи, Движения сопротивления имени Петра Алексеева и французской Новой антикапиталистической партии.

## Деятельность
«Социалистическое сопротивление» активно работало в российском профсоюзном движении, являлось организатором кампаний солидарности с участниками забастовок и активистами, подвергшимися репрессиям. Значительное внимание уделялось акциям международной солидарности, проводились пикеты у посольств иностранных государств. Кроме того, проводились летние лагеря в различных регионах России, а также действовали теоретические школы.
С конца 2005 — начала 2006 года активистами ярославской городской организации «Социалистического сопротивления» совместно с Движением общежитий Москвы и Московской области проводится работа по созданию Движения общежитий Ярославля. В Ярославле прошел ряд митингов, акций, листовочных кампаний. 4 февраля 2006 года проходит учредительная конференция Движения общежитий Ярославля, на которой из представителей 23 ярославских общежитий формируется координационный совет. В декабре 2007 года в Ярославле по инициативе КПРФ и «Социалистического сопротивления» при участии Института «Коллективное действие» было создано общественное движение «Жилищная солидарность», призванное объединять граждан с целью борьбы за их права в сфере жилищно-коммунального хозяйства.
Активисты пермской городской организации «Социалистического сопротивления» сыграли основную роль в деятельности движения «Студенческая защита». В итоге массовой протестной кампании, проводившейся с декабря 2007 по август 2008 года, депутаты городской думы отменили собственное решение об отмене проездного льготного проездного для учащихся Перми.

## Информационные органы и публикации
С 1998 по 2007 год организация с переменной периодичностью издавала газету «Левый Авангард». С октября 2007 года выходила ежемесячная газета «Социалист». Активистами организации постоянно писались и издавались брошюры на актуальные темы. В течение 2007 года вышли «FAQ. Социализм в вопросах и ответах», «Мы и они — правда и мифы об иммигрантах», «Гроздья гнева. Народное восстание в пригородах Алматы», «Образование для народа!». В рамках Союза за рабочую демократию активисты организации участвовали в издании газеты «Рабочая власть».
Листовка с заголовочным комплексом «Пусть за кризис платят те, кто его создал!», включающая расположенные внизу страницы логотип «СоцСопр» и наименование организации «Социалистическое Сопротивление (Секция комитета за рабочий интернационал в СНГ)» (с указанием адресов сайта и почты в Интернете, номера мобильного телефона в Твери) решением Заволжского районного суда Твери от 28 августа 2009 года включена в Федеральный список экстремистских материалов.

## Книги и брошюры
- Закрыть МВФ! — Воронеж, 2001.
- Гроздья Гнева. Народное восстание в пригородах Алматы. — М., 2007. — 96 с.
- Дойл К. 1968. Месяц революции. Уроки всеобщей забастовки — М., 1993.
- Новый этап развития мирового капитализма и международного рабочего движения. Тезисы международного исполкома КРИ. Ньюпорт. декабрь 2005. / Пер. с англ. И. Ясин. — М., 2006. — 24 с.
- Образование для народа. Борьба только начинается / Сост. С. А. Козловский. — М., 2006. — 16 с.
- Овсянников И. А. Мировое сопротивление. Взгляд с вершины Бельфора. — М., 2006. — 16 с.
- Овсянников И. А. Мы и «они». Правда и мифы об иммигрантах. — М., 2006. — 16 с.
- Овсянников И. А. Почему социализм? — М., 2006. — 36 с.
- Овсянников И., Шибанов И. FAQ. Социализм в вопросах и ответах — М., 2007. — 24 с.
- Руки прочь от образования! / Под ред. И. А. Овсянникова, С. А. Козловского. — Ярославль—Москва, 2005. — 47 с.
- «Социалистическое сопротивление». Программные документы. — М., 2008. — 30 с.
- Студенческая защита: Марксистский анализ кампании в защиту проездного и дальнейшие перспективы. — Пермь: «Социалистическое сопротивление», 2008. — 12 с.
- Третий съезд секции КРИ в СНГ. Документы и материалы. — Воронеж, 2001.
- Четвёртый съезд секции КРИ в СНГ. Москва, 27—27 февраля 2006. Документы и материалы. — М., 2006. — 28 с.